# Frankenia vidalii
Frankenia vidalii är en frankeniaväxtart som beskrevs av Rodolfo Amando Philippi. Frankenia vidalii ingår i släktet frankenior, och familjen frankeniaväxter. Inga underarter finns listade i Catalogue of Life.